# Реса (цваст)
Реса (лат. amentum) је врста цвасти која спада у групу простих рацемозних цвасти. Реса представља измењен облик класа. Осовина ресе је танка и савитљива, а цваст је оборена надоле (виси). У реси се налазе једнополни цветови, најчешће мушки. Цветови на реси могу бити без дршке (седећи) или са кратком дршчицом. За разлику од класа, после обављања своје улоге, реса отпада у потпуности. На реси се цветови развијају од дна ресе према врху. Листићи који се могу јавити на главној осовини су заправо брактеје. Цветови ресе се углавном опрашују путем ветра.

## Примери
Реса се јавља нпр. код врбе, тополе или леске, брезе.